# Ruhåret hønsehund
Ruhåret hønsehund (på tysk: Deutsch Drahthaar) er en hunderace fra Tyskland, en stående jagthund. af braquetypen. Den ruhårede hønsehund er en af fire hønsehunde. Disse adskiller sig dog så meget fra hinanden, at de ikke betragtes som varianter, men separate hunderacer.
Den har navnet hønsehund fordi den bruges ved jagt på hønsefugle, især fasaner og agerhøns.
Den ruhårede hønsehund findes i følgende farvevarianter: lysskimlet (tidligere gråmeleret), brunskimlet, brun og sortskimlet.